# Maui

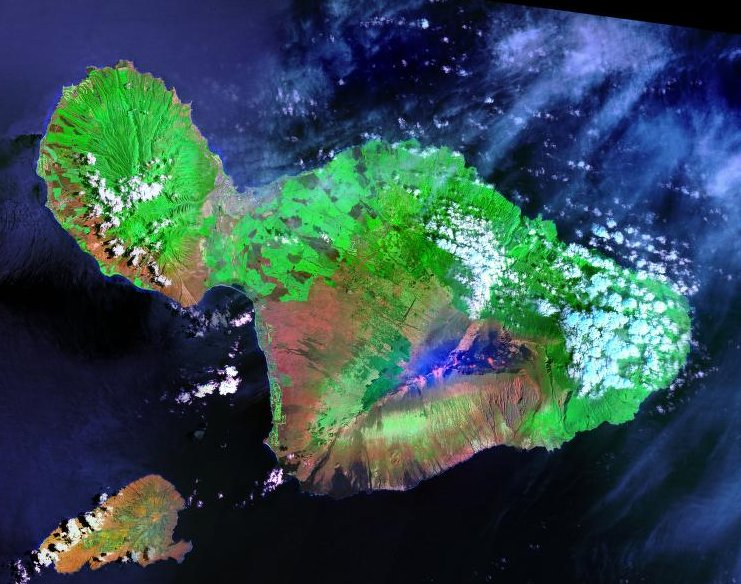
Satelitní snímek ostrova Maui

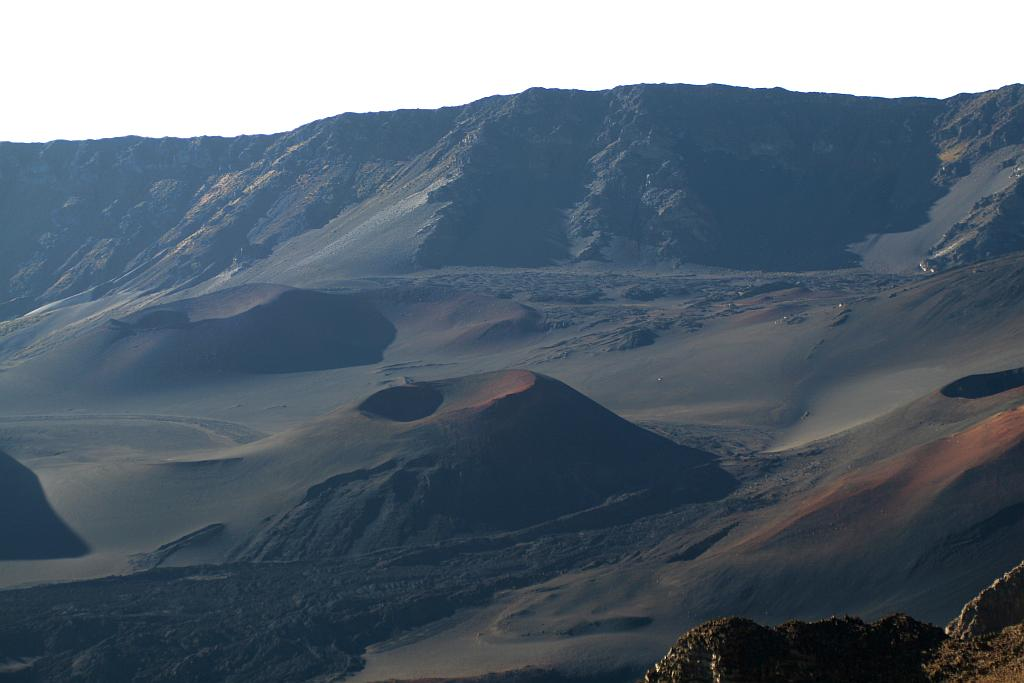
Kráter sopky Haleakala

Maui je druhý největší z osmi hlavních Havajských ostrovů, které se nacházejí v severovýchodní části Tichého oceánu. V roce 2010 zde žilo 144 444 obyvatel (2010) a ostrov má rozlohu 1883 km². Maui je částí státu Havaj, který je 50. spolkovým státem Spojených států amerických.
Mezi největší a nejznámější města na ostrově patří Kahului, Wailuku, Lahaina, Hana a Wailea. Nejvýznamnějším průmyslovým odvětvím je zemědělství a turistika.
Hlavním městem je Wailuku, ale jde spíše o kulturní centrum. Industriálním centrem se stává Kahului.

## Příroda
Mezi nejvyhledávanější přírodní atrakce ostrova patří kráter sopky Haleakala, která měří 3000 metrů. Velmi populární je sledování východu slunce z jejího vrcholu. Nedaleko hlavního města se nachází národní park Iao Valley, který je považován za jedno z nejmokřejších míst na světě[zdroj?]. Jeho hlavním rysem jsou jako jehly čnějící zelené vrcholky.
Na jihozápadním pobřeží ostrova se rozkládají pláže, které se prolínají s členitým sopečným povrchem. V jižní části se nachází středisko Makena.
Podél severovýchodního pobřeží vede silnice z Kahului do Hany, zvaná Hana Road nebo Hana Highway. Jde o úzkou silnici, která se klikatí podél pobřeží a je na ní zhruba 620 zatáček a 59 mostů, z nichž 46 umožňuje průjezd pouze jednoho auta.

## Sport
Každý rok se koncem října konalo na Makena Beach mistrovství světa v terénním triatlonu Xterra. Od roku 2013 se koná na západě ostrova na D.T. Flemming Beach.